# أربينيي (آن)
أربينيي (بالفرنسية: Arbigny) هي بلدية فرنسية تقع في إقليم الآن في فرنسا. رمز إنسي لها هو:1016. أما الرمز البريدي لها فهو: 1190.